# (1274) Delportia
(1274) Delportia est un astéroïde de la ceinture principale découvert le 28 novembre 1932 à Uccle par l'astronome belge Eugène Joseph Delporte.

## Historique
Sa désignation provisoire, lors de sa découverte le 28 novembre 1932, était 1932 WC, il porte aussi d'autres noms : 1926 AA, 1928 RX, 1934 JD, A918 RA.